# Refresh the Demon
Refresh the Demon és el cinquè àlbum d'estudi del grup de thrash metal canadenc Annihilator, publicat l'any 1996.
És el segon àlbum on el guitarrista i fundador d'Annihilator, Jeff Waters també canta a més de tocar la guitarra i el baix (ja ho havia fet prèviament a l'àlbum King of the Kill. A més de Waters en la gravació de l'àlbum també hi van participar Randy Black a la bateria i Dave Scott Davis a la guitarra.

## Cançons
1. "Refresh the Demon" (Black, Waters) – 5:26
2. "Syn. Kill 1" (Waters) – 4:26
3. "Awaken" (Waters) – 0:53
4. "The Pastor of Disaster" (Black, Waters) – 5:00
5. "A Man Called Nothing" (Bates, Black, Waters) – 5:52
6. "Ultraparanoia" (Black, Waters) – 4:29
7. "City of Ice" (Bate, Black, Waters) – 4:18
8. "Anything for Money" (Black, Waters) – 3:35
9. "Hunger" (Bates, Waters) – 4:53
10. "Voices and Victims" (Bates, Black, Waters) – 4:18
11. "Innocent Eyes" (Waters) – 5:03
12. "The Box"* (Waters) – 4:33
13. "Riff Raff"* (Waters) – 9:44

* = bonus tracks
L'àlbum va ser reeditat l'any 2002 amb dos bonus tracks. La cançó "Riff Raff" és una versió de la cançó del grup australià AC/DC.

## Crèdits
- Jeff Waters - Guitarrista, Baixista i cantant
- Randy Black - Bateria
- Dave Davis - Guitarrista